# Oreophryne flava
Oreophryne flava és una espècie de granota de la família dels microhílids. Es coneix de les muntanyes del centre de la Nova Guinea d'Indonèsia, incloent part del curs del riu Taritatu; la seva distribució s'inclou dins del Parc Nacional Lorentz. Es desconeix el volum poblacional i la tendència d'aquest.
Viu a la selva de muntanya baixa. Presumiblement té un desenvolupament directe, com altres espècies del seu gènere, encara que el seu estatus taxonòmic és incert.